# Шихматов, Леонид Моисеевич
Леони́д Моисе́евич Шихма́тов (9 [21] июля 1887 — 16 февраля 1970, Москва, СССР) — советский театральный педагог, актёр театра имени Евгения Вахтангова; заслуженный артист РСФСР (1946), заслуженный деятель искусств РСФСР (1968).

## Биография
В 1918—1920 гг. учился в Московской драматической студии Евгения Вахтангова.
В 1920—1970 гг. служил в Театре имени Евгения Вахтангова.
С 1926 вместе с женой, актрисой того же театра В. К. Львовой, вел педагогическую работу в Театральном училище имени Б. В. Щукина (доцент с 1946 года). Среди их учеников — много знаменитых и популярных артистов, работавших в различных театрах и кинематографе: Ролан Быков, Леонид Филатов, Владимир Ширяев, Валерий Бабятинский и многие другие.
Шихматов и Львова принадлежали к старой когорте вахтанговцев, державшейся вместе, единой большой творческой семьей, всегда выручая друга друга. По воспоминаниям их соседки по дому Анны Масс, когда в 1946 году из ссылки вернулась актриса театра Валентина Вагрина (была арестована как жена «врага народа» начальника В/О «Главхимпластмасс» Наркомата тяжелой промышленности СССР Давида Колмановского — расстрелян в 1937 году, реабилитирован посмертно в 1989 году), оставшаяся без жилья и московской прописки, администрация театра немедленно нашла возможность обратиться во властные структуры и вернуть ей прописку, а жилье предложили Шихматов и Львова, предоставив комнату в своей квартире.
Леонид Моисеевич скончался на 83-м году жизни 16 февраля 1970 года в Москве.

## Роли
- 13 ноября 1921 — «Чудо святого Антония» Морис Метерлинка. Режиссёр Евгений Вахтангов — Полицейский комиссар
- 1922 — «Принцесса Турандот» Карло Гоцци. Режиссёр Евгений Вахтангов — Калаф
- «Комедии» Мериме — Дон Пабло
- 1926 — «Марион Делорм» Гюго — Дидье
- 1927 — «Барсуки» Л. Леонова. Ответственный режиссёр Борис Захава, режиссёры: Осип Басов, Борис Щукин — Председатель УИК
- 13 ноября 1928 — «На крови» Мстиславского. Режиссёры Р. Симонов и П.Антокольский — Ржевский
- 20 января 1930 — «Коварство и любовь» Ф. Шиллера. Режиссёры: Павел Антокольский, Осип Басов, Борис Захава — Фердинанд
- 19 мая 1932 — «Гамлет» Шекспира. Режиссёр и художник Николай Акимов — Лаэрт
- «Дорога цветов» Катаева — Завьялов
- «Трус» А. Крона — Шебалин
- 1940 — «Фельдмаршал Кутузов» Соловьёва. Режиссёр: Николай Охлопков — Бенигсен
- 1940 — «Опасный поворот» Пристли — Стентон
- 1942 — «Сирано де Бержерак» Э. Ростана. Режиссёр Николай Охлопков — Де Гиш
- 1947 — «Глубокие корни» Гоу и д’Юссо — Гоуард
- «Миссурийский вальс» Погодина — Браун
- «Необыкновенное дежурство» Ежи Лютовского — Броги
- 1956 — «Филумена Мартурано» Э. Де Филиппо. Режиссёр Евгений Симонов — Альфредо (приз на фестивале «Московская весна», 1956)
- 1964 — «Правда и кривда» Стельмаха — Кисель

## Почётные звания
- орден «Знак Почёта» (16.12.1946)[3]
- заслуженный артист РСФСР (20.08.1946)
- заслуженный деятель искусств РСФСР (19.07.1968)